# Windows Marketplace for Mobile
Windows Marketplace for Mobile — онлайн-магазин мобільного програмного забезпечення для пристроїв під управлінням операційної системи Windows Mobile версій 6.0, 6.1 та 6.5.
Відкриття магазину відбулося 6 жовтня 2009 року, а закриття — 17 травня 2012 року.

## Історія
Магазин застосунків для операційної системи Windows Mobile був анонсований компанією Microsoft під час заходу Mobile World Congress 16 лютого 2009 року.
6 жовтня 2009 року розпочато роботу магазину, а з 11 листопада 2009 року відкрито доступ до вебкаталогу магазину (marketplace.windowsphone.com).

### Закриття
Доступ до вебкаталогу магазину припинено 15 липня 2011 року. Остаточне закриття магазину планувалося на 9 травня 2012 року, але згодом було перенесене на 17 травня.

## Сторонні застосунки

### Поширення
Застосунки з магазину були доступні у 41 країні, при цьому у 28 країнах дозволено розповсюджувати платні версії. Серед таких країн, зокрема,: Австралія, Австрія, Бельгія, Бразилія, Велика Британія, Гонконг, Греція, Данія, Індія, Ірландія, Іспанія, Італія, Канада, Корея, Люксембург, Мексика, Нідерланди, Німеччина, Нова Зеландія, Норвегія, Польща, Португалія, Росія, Румунія, Сингапур, Словаччина, США, Тайвань, Туреччина, Угорщина, Фінляндія, Франція, Чехія, Швеція, Швейцарія, Японія.

### Публікація
У магазині дозволялося розміщувати мобільні застосунки Win32, .NET Compact Framework, а також віджети.

## Виноски
1. ↑  Chris Ziegler (16 листопада 2009). Windows Marketplace trickles down to WinMo 6.0 and 6.1. Engadget (www.engadget.com). AOL Inc. Архів оригіналу за 22 липня 2013. Процитовано 20 травня 2012.(англ.)
2. ↑  Windows-Marketplace Mobile-App. Download - CHIP Handy Welt. CHIP Xonio Online GmbH. 20 березня 2010. Архів оригіналу за 22 липня 2013. Процитовано 20 травня 2012.(нім.)
3. 1 2 3 4  Windows® Marketplace for Mobile. Sprint.com. Sprint Nextel Corporation. 2012. Архів оригіналу за 22 липня 2013. Процитовано 16 травня 2012. ... Applications can be published globally for free in all countries. Paid applications may be published in 28 markets [...] You can set price, positioning, and publish date in over 41 countries, in 23 languages...(англ.)
4. 1 2  JR Raphael (6 жовтня 2009). What's Inside the Windows Mobile Marketplace?. PCWorld (www.pcworld.com). PCWorld Communications, Inc. Архів оригіналу за 22 липня 2013. Процитовано 12 травня 2012.(англ.)
5. 1 2  Microsoft отложила закрытие магазина Marketplace для Windows Mobile до 17 мая. hi-Tech (www.ht.ua). ИД "СОФТПРЕСС". 8 травня 2012. Архів оригіналу за 22 липня 2013. Процитовано 16 травня 2012.(рос.)
6. ↑  Vincent Nguyen (16 лютого 2009). Microsoft announce Windows Phone 6.5, My Phone and Marketplace. SlashGear (www.slashgear.com). R3 Media LLC. Архів оригіналу за 22 липня 2013. Процитовано 16 травня 2012.(англ.)
7. ↑  Electronista Staff (12 листопада 2009). Windows Mobile gets web store, tougher DRM. Electronista (www.electronista.com). MNM Media, LLC. Архів оригіналу за 22 липня 2013. Процитовано 20 травня 2011. Microsoft on Wednesday said it has released new updates to Windows Marketplace for Mobile... [Архівовано 2010-01-17 у Wayback Machine.](англ.)
8. ↑  Zachary Lutz (8 липня 2011). Marketplace for Windows Mobile website closing shop on July 15th, My Phone following suit. Engadget (www.engadget.com). AOL Inc. Архів оригіналу за 22 липня 2013. Процитовано 20 травня 2012.(англ.)
9. ↑  Windows Marketplace for Mobile. marketplace.windowsphone.com. Microsoft. 2009. Архів оригіналу за 24 січня 2010. Процитовано 16 травня 2012. [Архівовано 24 січня 2010 у Wayback Machine.](англ.)